# MOON.
『MOON.』（ムーン）とは、ネクストンの1ブランドであるTacticsより1997年11月21日に発売されたアダルトアドベンチャーゲームである。
本作品の企画書には「鬼畜サイコ涙腺緩まし系」と記されていた。性的刺激を与えやすいことから一定の売り上げが期待できる「鬼畜系」を土台とし、当時の流行だった人間の深層心理を扱う「サイコ」をテーマにしたという意味である。どちらかといえばシナリオ重視の作品であり、そこに鬼畜要素で性的刺激を補うという構造になっている。
宗教集団に洗脳された家族を救うのが目的というセンセーショナルな内容であることから、オリジナル版の発売当初、関連情報雑誌などでつけられたコピーは「商業ゲームのタブーに挑む」だった。しかし表向きのコンセプトである宗教集団などの要素は装飾であって、真のテーマは「少女と少年の悲しい邂逅」である。
麻枝准、久弥直樹、折戸伸治、樋上いたる等の、後のKeyの主要メンバーが初めて集結した作品で、「Keyの原点」、「事実上の第1作」として扱われることが多く、Keyの作品群とほぼ同等に扱われるのが通例である。閉鎖的宗教団体が舞台であり、陵辱描写があるなど後のKeyの作品群と比較すると異色な部分もある。しかし、何らかの形で家族との間で確執を持っているキャラクターが多く、個々のキャラクターの心象風景を描くことに重点が置かれている。また音楽の評価も高い。これらは後のKanon、AIR、CLANNADにも共通するKeyの特徴が既にこの作品で現れている。
期間と貸金をかけられず、開発期間は半年程度である。売上は7000本。

## 歴史
- 1997年11月21日 - 「MOON.」発売[4]。
- 1998年7月31日 - 小説(館山緑著、ムービック、ISBN 4-89601-387-5)発売[5]。
- 1998年8月21日 - タクティクスから、操作性を向上させた「MOON.RENEWAL」発売[6]。
- 1998年10月31日 - 設定原画集(ISBN 4-87763-014-7)発売[7][8]。
- 2000年9月14日 - エーアイシステム販売から、「メモリアルセレクション MOON.」（いわゆる廉価版）発売[9]。
- 2002年7月12日 - ネクストンから、CGなどを修正してフルボイス化されメディアがDVDに変更された「MOON.DVD〜Final Version〜」[10]と「MOON.〜DVD LimitedEdition〜」発売。おまけRPGは削除されている。
- 2002年9月20日 - ネクストンから、「MOON.〜DVD LimitedEdition〜」のCD-ROM版(3枚)である「MOON.〜CD LimitedEdition〜」発売[11]。
- 2003年1月30日 - ネクストンから、DVD PlayersGame化された「MOON.DVDPG Edition」発売[12]。
- 2010年4月2日 - 「MOON. For Windows XP/Vista/Windows 7」発売[13]。

## スタッフ
- 製作総指揮：YET11
- 企画：麻枝准
- 脚本：麻枝准、久弥直樹
- 原画：樋上いたる
- グラフィック：みらくる☆みきぽん、しのり〜
- 音楽：折戸伸治（がんま、がんまん）、YET11（吉沢務）、いしさん、前田純（麻枝准）

## あらすじ
「不可視の力」とよばれる力を得ることを目的とする宗団FARGOより6年ぶりに帰ってきた主人公・天沢郁未の母が怪死を遂げる。郁未は母の復讐のため宗団施設に潜入し、その過程で兄を諭しに来た巳間晴香、姉を探しに来た名倉由依と出会うが、3人は別々のクラスに配属されてしまう。郁未は得体の知れない少年との同居生活を強いられ、同じクラスに属する鹿沼葉子とも食事の席で顔を合わせるだけだった。
他のクラスでは精神鍛錬の名目で陵辱が行われていると知った郁未は、晴香と合流して由依の元に向かい、彼女を逃がすために一刻も早く目的の姉探しを果たさせようとする。しかしようやく出会えた由依の姉・友里は、妹への憎しみをあらわにしてなじった挙句、唐突に死んでしまう。郁未たちは目的を失った由依を脱出させるが、彼女は密かにFARGOに残り、姉を救えなかった代わりに仲間の力になろうとしていた。
自分の無力さに落ち込む郁未は、慰めてくれる少年のやさしさに触れ、彼と肉体関係を結ぶ。しかしそのときから彼女の内側で別の意識が動き出していた。一方、晴香は兄・良祐の説得に赴き心を動かそうとするが、目の前で兄を殺されてしまう。ショックのあまり「不可視の力」に覚醒した晴香は郁未に襲い掛かるが、郁未の中の別意識も目覚めて応戦し、晴香を退ける。少年が自分に植え付けた力のせいで友人を傷つけたと思った郁未は彼を責めるが、FARGOに失敗作「ロスト体」とみなされ囚われる。
処分を待つ身の郁未は、宗団員の高槻から少年の正体が人間ではなく悪魔であること、すべては悪魔の力を人間に植え付ける実験だったことを知らされる。そこへ少年が助けに現れて郁未を逃がすが、反対に彼がつかまってしまう。ひとり地下に身を潜める郁未は少年が殺されたことを感じ取って悲嘆にくれるが、彼と過ごした時間がかけがえのないものであると悟り、少年が自分に遺した力を受け入れ、完全に制御できるようになる。
FARGOの首魁である「月」と対峙した郁未は「母を殺したのはお前だ」とささやかれるが、強い意志でそれを跳ね除け、「月」を滅ぼす。そこへ葉子が現れると、郁未と互角の力で襲い掛かってくる。葉子は、精神的負荷を得て自らのクラスを上げるために自分を殺そうとした母親を逆に殺しており、それが頑なにFARGOを信じる態度の原因となっていた。しかし郁未との激突ですべてを出し切った葉子は穏やかさを取り戻し、彼女に別れの挨拶をして去る。行方不明だった晴香は由依に助けられており無事だった。崩壊した宗団を後にする少女たちは、日常の中へ帰っていくのだった。

## 用語
FARGO宗団
この物語の舞台である宗教団体。精神に負荷をかけることによって、「不可視の力」という超能力を人間に植え付けることを目的としている。それまでの人生での過酷な経験による精神レベルの大きさによってClass A、B、Cの三つのランクで構成されており、一番精神レベルが高いClass Aは郁未と葉子の2人のみである。入信者は宗団施設の入所初日にクラス分けされ手の甲に自らのクラスが刻まれる。
MINMES（ミンメス）
FARGOの隔離施設内に設置されている、過去の痛みを精神の一定の位置に固定させ、精神の強化をはかる装置。
ELPOD（エルポド）
FARGOの隔離施設内に設置されている、もう一人の自分と対峙させ、過去の醜態を回顧させることによって精神の強化を測る装置。しかし扱われる記憶は、実際のものを過剰に脚色したものである。なおELPODはDOPEL（ドッペル）のアナグラムである。
不可視の力
FARGO宗団が求めている超能力のこと。人間の自我を崩壊させてしまうほどの強い力を持つため、精神に負荷をかけ精神強度を上げる必要がある。
ロスト体
「不可視の力」によって自我が崩壊してしまった人間のこと。CGでは目が金色に変化している。

## 登場人物
天沢郁未（あまさわ いくみ）
声：Ruru
誕生日：1979年1月13日
主人公。17歳。怪死を遂げた母の復讐のため、母が所属していた宗団の隔離施設へと潜入する。A棟の住人で番号はA-12。真面目で強気な性格。運動神経は抜群で、陸上部では花形選手だった。小学生の時に父親は死亡しており、母の失踪後、どのように生計をたてていたかは不明。
巳間晴香（みま はるか）
声：AYA
宗団の一員として働く兄を帰るように説得するために施設へ潜入したところ、主人公と出会い、共に行動することになる。17歳。C棟の住人で番号はC-219。跳ね返り。
名倉由依（なくら ゆい）
声：芹園みや
帰らぬ姉を捜しに主人公たちと共に行動する。16歳。脳天気な性格だが、陰惨な過去がある。しかし彼女は自身の痛ましい過去については記憶がない。姉と一緒に映った写真をいつも持ち歩いている。B棟の住人で番号はB-73。郁未たちと触れ合うたびに少しずつ苦難に立ち向かっていき、精神的にも成長していく。
鹿沼葉子（かぬま ようこ）
声：児玉さとみ
敬虔な宗団の信者。22歳。自身の母親に関する陰鬱な過去を持つ。施設で長く暮らしているため世間的常識に疎く、電池切れや消費税のことを知らない。宗団の秘密を探る主人公達と対立することになる。子供の頃から母とともにFARGO施設に居て、C棟の住人で番号はC-112だった。母親に関するある出来事をきっかけにA棟に移る。番号はA-9。
天沢未夜子（あまさわ みよこ）
主人公の母親。クリームシチューが得意料理。FARGOから6年ぶりに主人公のもとへ帰ってくるが怪死する。郁未がMINMESという思い出を呼び覚ます装置にかけられているときに、過去の記憶として登場。子供時代は両親から愛されていなかったらしい。
巳間良祐（みま りょうすけ）
声：神無月季
巳間晴香の義兄。FARGO施設のB棟で働いている。
名倉友里（なくら ゆり）
声：西田こむぎ
名倉由依の姉。自分が妹を救うことが出来なかったことを悔やみ、「不可視の力」を得るために宗団に入信する。C棟の住人で番号はC-188。
ドッペル郁未
声：Ruru
精神に負荷をかけるELPODという装置にかけられているときに登場。主人公と同じ姿をしており、彼女が目を背けたいと思っている過去や本性と対面させる。最終決戦時、月に偽りの情報を植え付けられ戦意を喪失していた郁未に発破を掛ける。
少年
声：津波嵐
「不可視の力」の鍵を握る最重要人物。宗団に所属する人物であり、施設内で主人公と同居生活を送る。名前は最後まで明らかにされない。無垢かつ温厚であり、浮世離れしている。
高槻（たかつき）
声：後野祭
宗団側の人物。FARGO施設のB棟で働いている。宗団の人物の中でも特に傍若無人な振る舞いをとる。下の名前は登場しない。
月（つき）
宗団の象徴であり、黒幕といえる存在。
天沢未悠（あまさわ みゆ）
郁未と少年の娘。

## おまけRPG
ゲームクリア後に遊べるおまけ要素。スタッフルーム兼RPG。T棟という場所でスタッフたちを倒すために、広大な正方形のT棟地下で雑魚モンスターと戦ってレベル上げをする。パーティーは郁未、晴香、由依の3人だが、戦闘は1対1。レベルが上がるとそれぞれゲーム内でのエピソードに関連するような技を覚える。技で戦闘中のメンバー交代も可能。DVD版以降では削除されている。